# Presidente de la Región de Murcia
El presidente de la Junta de la Región de Murcia es la persona que ostenta la suprema representación de la Región de Murcia y la ordinaria del Estado en ese territorio. Además, preside y dirige la actividad del Consejo de Gobierno de la Región de Murcia, y designa, separa y cesa a los consejeros.
Es una de las instituciones propias que integran la comunidad autónoma, junto con la Asamblea Regional de Murcia y la Consejo de Gobierno de la Región de Murcia. Es elegido por la Asamblea Regional de Murcia de entre sus miembros y es nombrado por el rey de España.
Sus funciones se establecen en el Título II, Capítulo III, del Estatuto de Autonomía de la Región de Murcia, en el artículo 31.
A lo largo de la historia de la comunidad, desde su creación tras la aprobación de su Estatuto de Autonomía en 1982, ha habido diez presidentes.
Desde mayo de 2017 el titular del cargo es Fernando López Miras del Partido Popular de la Región de Murcia.

## Elección e investidura
Tras la celebración de las elecciones a la Asamblea Regional de Murcia, serán las mismas las que, en función de sus competencias, elijan, de entre sus miembros, al presidente del Gobierno regional, que también lo será del Consejo de Gobierno.
Una vez elegido el presidente del Gobierno autonómico por la Asamblea, el cargo se hará oficial por el rey de España, quien procederá al nombramiento del presidente. Tras esto, la presidencia procederá a nombrar a los consejeros y a distribuir entre ellos las funciones ejecutivas.

## Listado de presidentes
Antes del establecimiento de la comunidad autónoma, Antonio Pérez Crespo (1978-1979) y Andrés Hernández Ros (1979-1983) fueron presidentes del Consejo Regional de Murcia, ente preautonómico de la Región de Murcia. Hernández Ros pasaría a ser presidente del Gobierno autonómico después de la elecciones autonómicas de 1983.